# Bertényi Iván (történész, 1975)
Ifj. Bertényi Iván (Budapest, 1975. február 9. –) magyar történész, a bécsi Collegium Hungaricum tudományos igazgatóhelyettese, a Magyar Tudományos Akadémia Bölcsészettudományi Kutatóközpont Történettudományi Intézet tudományos főmunkatársa (2013-tól), az ELTE Bölcsészettudományi Kar Művelődéstörténeti Tanszékének adjunktusa.

## Életpályája
Édesapja id. Bertényi Iván történész. Alap-, illetve középfokú tanulmányait (1981–1989) a Dob utca 85. sz. Általános Iskolában, majd az ELTE Trefort Ágoston Gyakorlóiskolájában (1993-ig) végezte.
1993 és 1999 között a budapesti Eötvös Loránd Tudományegyetem Bölcsészettudományi Karának történelem–művészettörténet szakos hallgatója, 1994-től az Eötvös József Collegium diákja volt. 2006-ban doktorált. 1999-től (2002-ig) történelmet tanított az ELTE Trefort Ágoston Gyakorló Gimnáziumában, 2000 és 2009 között a Pázmány Péter Katolikus Egyetem Bölcsészettudományi Kar Történeti Intézetének egyetemi tanársegéde volt, 2009 óta az Eötvös Loránd Tudományegyetem Bölcsészettudományi Kar Művelődéstörténeti Tanszékének adjunktusa. 2012–13-ban az Indiana University (Department of Central Eurasian Studies) vendégtanára volt, 2013 óta a Magyar Tudományos Akadémia Bölcsészettudományi Kutatóközpont Történettudományi Intézet tudományos főmunkatársa (Újkori témacsoport).
Házastársa: Bertényi-Kristofori Szilvia (múzeumpedagógus)
Kutatási területe: a XIX–XX. század magyar politika- és művelődéstörténete, nacionalizmus és nemzetiségi politika.

## Fontosabb művei
- Fasiszta diktatúra vagy a keresztény társadalmi tanítás megvalósítása? Salazar rendszerének magyar megítélése a második világháború előtt Mihelics Vid: Az új Portugália című könyve alapján. Protestáns Szemle, (2000) 4. 237–259.
- Tisza István és az első világháború. In: Mítoszok, legendák, tévhitek a 20. századi magyar történelemben. Szerk. Romsics Ignác. Osiris Kiadó, Bp., 2002, 28–86.
- Csendőrnyomozás Petrőcön avagy a dualizmuskori nemzetiségi politika testközelből. Pro Minoritate, (2004) Tavasz, 78–91.
- Eine sympatische Nebenfigur. König Karl IV. im Spiegel von Memoiren ungarischer Politiker. In: Karl I. (IV.), der Erste Weltkrieg und das Ende der Donaumonarhcie. Hrsg. von Andreas Gottsmann. Wien, 2007, Verlag der Österreichischen Akademie der Wissenschaften, 247–268.
- A „magyar birodalmi gondolatról” – az I. világháború előtt. Kommentár, (2007) 4. 40–56.
- A századelő politikai irányzatai és Tisza István. In: A magyar jobboldali hagyomány 1900–1948. Szerk. RomsicIgnác. Osiris Kiadó, Bp., 2009, 34–72.
- „Balkániból” „haladó” politikus. Bánffy Dezső arisztokraták és demokraták közt. In: Arisztokrata életpályák és életviszonyok. Szerk. Papp Klára–Püski Levente. Debrecen, 2009, Debreceni Egyetem Történeti Intézete, 165–190.
- A gyűlölt Tisza István. In: Tisza István és emlékezete. Tanulmányok Tisza István születésének 150. évfordulójára. Szerk. Maruzsa Zoltán, Pallai László. Debrecen, 2011, Debreceni Egyetem Történelmi Intézete, 25–46.
- Szekfű Gyula a kiegyezésről. In: A negyedik nemzedék és ami utána következik. Szekfű Gyula és a magyar történetírás a 20. század első felében. Szerk. Ujváry Gábor. A szerkesztő munkatársa: Nagy József Zsigmond. Bp., 2011, Ráció Kiadó. 136–170. [Kodolányi János Főiskola Történeti Műhelyének kiadványai 2. Sorozatszerk. Csurgai Horváth József és Ujváry Gábor.]
- Две войны венгров 1914–1919 гг. In: Народы Габсбургской монархии в 1914–1920 гг.: от национальных движений к созданию национальных государств. Eds. Волос, М.–Шкундин, Г. Д. Москва, 2012, Квадрига, 81–99.[2]
- Törvény, jog, igazság. Széll Kálmán életműve; szerk. ifj. Bertényi Iván; Mathias Corvinus Collegium–Tihanyi Alapítvány–Széll Kálmán Alapítvány, Bp., 2015
- Varietas Europica Centralis. Tanulmányok a 70 éves Kiss Gy. Csaba tiszteletére; szerk. ifj. Bertényi Iván, Géra Eleonóra, Mészáros Andor; ELTE Eötvös, Bp., 2015
- Propaganda. Politika, hétköznapi és magas kultúra, művészet és média a nagy háborúban; szerk. ifj. Bertényi Iván, Boka László, Katona Anikó; Országos Széchényi Könyvtár, Bp., 2016
- Tisza István, két korszak határán; szerk. ifj. Bertényi Iván; Országgyűlés Hivatal, Bp., 2016 (Tudományos konferenciák az Országházban)
- Propaganda az I. világháborúban. Az Országos Széchényi Könyvtár kiállítása, 2015. október 16–2016. április 9.; szerk. ifj. Bertényi Iván, Boka László; OSZK, Bp., 2016
- Tisza István; Kossuth, Bp., 2019 (Sorsfordítók a magyar történelemben)